# Michael Murach
Michael Murach (Gelsenkirchen, 1º febbraio 1911 – Dubrovka, 16 agosto 1941) è stato un pugile tedesco.

## Palmarès

### Olimpiadi
- Argento a Berlino 1936 nei pesi welter.

### Europei - Dilettanti
- Oro a Milano 1937 nei pesi welter.